# Bernhard Vesenmayer
Bernhard Vesenmayer (* 6. August 1910 in Weißenstein; † 26. April 1995) war ein deutscher Jurist und Beamter. Er wirkte unter anderem als baden-württembergischer Verwaltungsjurist und als Landrat von Künzelsau.

## Leben
Vesenmayer studierte nach dem Abitur 1930 am Realgymnasium Schwäbisch Gmünd Rechtswissenschaften in Tübingen und Berlin. Er war Mitglied der katholischen Studentenverbindungen KStV Alamannia Tübingen und KStV Guestphalia Berlin, beide im KV. Er legte 1934 die erste und 1949 die zweite juristische Staatsprüfung ab.
Er war von 1934 bis 1936 Gerichtsreferendar beim Amtsgericht Schwäbisch Gmünd und beim Landgericht Ellwangen. 1936 trat er der Wehrmacht bei und 1938 wurde er in das Offizierskorps aufgenommen. Er war von 1939 bis 1945 im Kriegsdienst und in amerikanischer Kriegsgefangenschaft. Danach war er von 1945 bis 1948 als Angestellter beim Landratsamt Schwäbisch Gmünd tätig. Von 1952 bis 1960 war er Regierungsrat und Erster Landesbeamter beim Landkreis Künzelsau und dort von 1960 bis 1972 Landrat. Nach der Auflösung des Landkreises Künzelsau war er von 1973 bis zum Eintritt in den Ruhestand 1975 in Beraterfunktion beim Landratsamt Hohenlohekreis tätig.
Er war römisch-katholischer Konfession sowie Diözesanrat und Vorsitzender des Verwaltungsrates der Diözese Rottenburg-Stuttgart.

## Auszeichnungen
- Bundesverdienstkreuz 1. Klasse